# Thermarces andersoni
Thermarces andersoni är en fiskart som beskrevs av Richard H. Rosenblatt och Cohen, 1986. Thermarces andersoni ingår i släktet Thermarces och familjen tånglakefiskar. Inga underarter finns listade i Catalogue of Life.